# Laurence Alloway
Lawrence Reginald Alloway (17. september 1926 – 2. januar 1990) var en engelsk kunstkritiker og kurator, der arbejdede i USA fra 1961. I 1950'erne var han et førende medlem af Independent Group i England og var i 1960'erne en indflydelsesrig forfatter og kurator i USA.